# Vepr-1V
Vepr-1V (tiếng Nga: Вепрь-1В) là loại súng trường bán tự động được thiết kế và chế tạo tại nhà máy cơ khí Molot tại Vyatskie Polyany, Kirov Oblast, Nga. Súng được thiết kế dựa trên khẩu RPK-74. Nó phát triển chủ yếu dành cho thị trường dân sự và đã đáp ứng được các quy định của luật vũ khí nên được xem là một loại vũ khí dân sự để sử dụng trong thể thao và tự vệ cũng như dùng để xuất khẩu. Vì súng là vũ khí dân sự không được sử dụng trong các lực lượng vũ trang của Nga nên không có mẫu có chế độ tự động khi bán trên thị trường nhưng do cách hoạt động có nhiều điểm tương đồng với RPK nên có thể chỉnh sửa lại để có chế độ bắn tự động nếu biết cách làm.

## Thiết kế
Vepr-1V sử dụng cơ chế nạp đạn bằng khí nén, thoi nạp đạn xoay với hệ thống trích khí dài và ống trích khí nằm ở phía trên nòng súng. Hệ thống an toàn của súng giống các khẩu AK với một cần khóa an toàn nằm phía bên trái súng.
Hệ thống nhắm cơ bản của súng là điểm ruồi, súng có thanh răng trên thân để gắn các hệ thống nhắm thích hợp. Súng tùy theo mẫu có thể tích hợp một chân chống chữ V không thể tháo gắn ở đầu nòng súng. Ốp lót tay được làm bằng nhựa và báng súng có thể gấp lại một số mẫu sử dụng báng súng có thể điều chỉnh chiều dài và chiều cao. Súng có các mẫu khác nhau để sử dụng các loại đạn và hộp đạn khác nhau của Nga và phương Tây là 7,62×39mm và 5.56×45mm NATO (.223 Rem).